# Adiaké (département)
Le département d'Adiaké est un département de Côte d'Ivoire. 